# Campeonato Mundial de Piragüismo en Eslalon de 1975

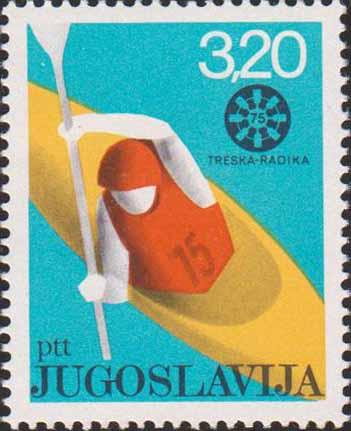
Sello postal yugoslavo dedicado al Campeonato Mundial de Piragüismo en Eslalon de 1975

El XIV Campeonato Mundial de Piragüismo en Eslalon se celebró en Skopie (Yugoslavia) entre el 24 y el 25 de junio de 1975 bajo la organización de la Federación Internacional de Piragüismo (ICF) y la Federación Yugoslava de Piragüismo.
Las competiciones se realizaron en el canal de piragüismo en eslalon acondicionado en el río Treska, al oeste de la ciudad yugoslava.

## Medallistas

### Masculino
| Evento         | Oro | Plata | Bronce |
| -------------- | --- | --- | --- |
| K1 individual  | Siegbert Horn RDA 211,18 pts.                                                                                  | Ulrich Peters RFA 214,08 pts.                                                                                            | Harald Gimpel RDA 217,18 pts.                                                                                    |
| C1 individual  | Petr Sodomka Checoslovaquia 283,39                                                                             | Jaroslav Radil Checoslovaquia 291,03                                                                                     | Harald Heinrich RDA 293,00                                                                                       |
| C2 individual  | Jürgen Kretschmer Klaus Trummer RDA 264,45                                                                     | Wojciech Kudlik · Jerzy Jeż · Polonia · 265,57                                                                           | František Kadaňka Antonín Brabec Checoslovaquia 276,71                                                           |
| K1 por equipos | Ulrich Peters Bernd Dichtl Dieter Förstl RFA 247,62                                                            | Stanisław Majerczak · Jerzy Stanuch · Wojciech Gawroński · Polonia · 291,79                                              | Siegbert Horn Harald Gimpel Christian Döring RDA 297,62                                                          |
| C1 por equipos | Petr Sodomka Jaroslav Radil Karel Třešňák Checoslovaquia 403,27                                                | Reinhard Eiben Peter Massalski Harald Heinrich RDA 409,46                                                                | Walter Horn Dietmar Moos Dieter Remmlinger RFA 471,65                                                            |
| C2 por equipos | RDA Walter Hofmann / Rolf-Dieter Amend Jürgen Kretschmer / Klaus Trummer Jürgen Henze / Herbert Fischer 329,51 | Checoslovaquia Svetomír Kmošťák / Radomír Halfar František Kadaňka / Antonín Brabec Jiří Benhák / Ladislav Benhák 473,43 | Polonia · Wojciech Kudlik / Jerzy Jeż · Maciej Rychta / Zbigniew Leśniak · Jan Frączek / Ryszard Seruga · 493,28 |

### Femenino
| Evento         | Oro                                                                     | Plata                                                | Bronce                                                                   |
| -------------- | ----------------------------------------------------------------------- | ---------------------------------------------------- | ------------------------------------------------------------------------ |
| K1 individual  | Maria Ćwiertniewicz · Polonia · 269,83 pts.                             | Ulrike Deppe RFA 290,67 pts.                         | Angelika Bahmann RDA 293,45 pts.                                         |
| K1 por equipos | Elisabeth Käser · Danielle Kamber · Cornelia Bachofner · Suiza · 423,47 | Angelika Bahmann Petra Krol Marion Bauman RDA 430,35 | Ludmila Polesná Bohumila Kapplová Jana Kubovčáková Checoslovaquia 463,29 |

### Mixto
| Evento        | Oro                                                    | Plata                                                   | Bronce                                              |
| ------------- | ------------------------------------------------------ | ------------------------------------------------------- | --------------------------------------------------- |
| C2 individual | Marietta Gillman Chuck Lyda Estados Unidos 392,71 pts. | Rasa Dentremont George Lhota Estados Unidos 644,44 pts. | Mikki Piras Steve Draper Estados Unidos 651,01 pts. |

## Medallero
| Núm. | País           | Oro | Plata | Bronce | Total |
| ---- | -------------- | --- | ----- | ------ | ----- |
| 1    | RDA            | 3   | 2     | 4      | 9     |
| 2    | Checoslovaquia | 2   | 2     | 2      | 6     |
| 3    | RFA            | 1   | 2     | 1      | 4     |
| 3    | Polonia        | 1   | 2     | 1      | 4     |
| 5    | Estados Unidos | 1   | 1     | 1      | 3     |
| 6    | Suiza          | 1   | 0     | 0      | 1     |
|      | TOTAL          | 9   | 9     | 9      | 27    |